# دوران افتخار
دوران افتخار (لهستانی: Czas honoru) یک مجموعه تلویزیونی درام هیجان‌انگیز لهستانی دربارهٔ جنگ جهانی دوم است که در سال ۲۰۰۸ منتشر شد. این سریال راوی وقایعی دربارهٔ نیروهای عملیات ویژه اتحادیه مبارزه مسلحانه/ارتش میهنی/نیروهای مسلح لهستان در غرب موسوم به «چیخوچیِـمنی» است.

## بازیگران

### اصلی و دوره‌ای
- یان ویچورکوفسکی
- ماچئی زاکوشچیلنی
- آنتونی پاولیتسکی
- یاکوب وسووفسکی
- پیوتر آدامچیک
- یان انگلرت
- کشیشتف استلماژیک
- مایا اوشتاشفسکا
- ماگدالنا روژچکا
- کارولینا گورچیتسا
- الگا بووانچ
- کشیشتف گلوبیش
- آنا رومانتوفسکا
- ماریوش بوناشفسکی
- ماگدالنا بوچارسکا
- ماگدالنا چلتسکا
- آدام ورونوویچ
- ماچئی موسیاو
- کاتاژینا سافچوک
- آگنیشکا ویندووخا
- آدام فیدوشیویچ
- روبرت گونرا

### میهمان
- پائولینا خاپکو
- ماچئی دامینتسکی
- یوآنا اوسیدا
- داگمارا بونک
- میخاو پیلا
- آرتور یانوشاک
- گژگوش پشیبیو
- استانیسواف باناشوک
- آرکادیوش دِتمر
- پیوتر گرابوفسکی
- پیوتر نواک
- توماش اشتوکینگر
- روبرت چبوتار
- نوربرت راکوفسکی
- یاتسک براچیاک
- میخاو برایتن‌والد
- میخاو میکووایچاک
- مارچین هیکنار
- توماش بواشاک
- آرتور جورمان
- دوبرومیر دیمتسکی
- شیمون کوشمیدر
- توماش بورکوفسکی
- هالینا اسکوچینسکا
- ماتئوش روشین
- ماگدالنا کوتا
- رومن گانتسارچیک
- یاتسک کرول
- رافائو ماچکوویاک
- آرکادیوش یانیچک
- دانوتا بورسوک
- آندژی آندژیفسکی
- زوفیا دومالیک
- داریوش شیاستاچ
- مارک بارگیه‌ئوفسکی
- ایلونا خوینوفسکا
- داریوش یاکوبوفسکی
- مارتینا کلیشفسکا
- کشیشتف چچوت
- لشک لیخوتا
- گژگوش کووالچیک
- روبرت کوشوتسکی
- یان یانکوفسکی
- یاکوب پشبیندوفسکی
- ماچئی کویافسکی
- سواوومیر پاتسک
- کاژیمیش مازور
- پیوتر شِـیکا
- کارولینا پیخوتا
- یان مونچکا
- کریستین ویـِچورِک
- مودست روچینسکی
- آگنیشکا پِشِـپیورسکا
- یان الکساندروویچ-کراسکو
- لشک پیسکورش
- گژگوش ماوِتسکی
- پیوتر ویتکوفسکی
- پیوتر چیرووس
- لئون خارِویچ
- هوبرت اوربانسکی
- پیوتر ژورافسکی
- یولیا ویشینسکا
- میخاو مِـیِر
- لخ دیبلیک
- یانوش خابیور
- مارتا دامبروفسکا
- داریوش بیسکوپسکی
- یاتسک لنارتوویچ
- ویسواف وویچیک
- پیوتر شیفکیـِویچ
- گراژینا ژیلینسکا
- ماچئی روباکیویچ
- رافائو مور
- کاتاژینا بارگیه‌ووسکا
- آگنیشکا وُسینسکا
- میخاو چرنتسکی
- آرتور کرایفسکی
- وویچیخ چروینسکی
- استانیسواف برودنی
- پاوئو بورچیک
- آندژی دِسکور
- هنریک نیه‌بودک
- ماریوش یاکوس
- ووجیمیژ ماتوشاک
- والدمار چیشاک
- اِوا تِـلِـگا
- یوانا یژفسکا
- پاوئو کلشچ
- وویچیخ سولاش
- سزاری ووکاشویچ
- بارتوش اُبوخوویچ
- پشمیسواف بلوشچ
- ماچئی میکووایچیک
- مارک لواندوفسکی
- لوتسینا مالتس
- الکساندرا یوستا
- وویچیخ متسفالدوفسکی
- داوید زاوادزکی
- آدام تسیفکا
- گراژینا ماژتس
- کارولینا خاپکو
- سزاری کوشینسکی
- آندژی بلومنفلد
- آنتونی کرولیکوفسکی
- یژی شیبال
- وویچیخ کالاروس
- پیوتر اسکارگا
- آندژی کونوپکا
- آنا اسمووُویک
- توماش درابک
- الگا ساژینسکا
- ماگدالنا اسمالارا
- آنا گریتسویچ
- میخاو رولنیتسکی
- گژگوش وُنس
- اولگیرد ووکاشویچ
- مارک فرانتسکوویاک
- یان پنچک
- اِوا وِنتسل
- هالینا راشاکوونا
- یولیا رُسنوفسکا
- کاتاژینا گالیتسا
- وویچیخ زاگورسکی
- وویچیخ اسکیبینسکی
- کاتاژینا آنکودوویچ
- مایا بارئوکوفسکا
- یاکوب ویچورک
- پیوتر رنکاویک
- میروسواف هانیشفسکی
- اِوا کُنستانتسیا بوئوخاک
- یوانا کولیگ
- بارتوش گلنر
- ورونیکا خومای
- آدا فی‌یاو
- آگنیشکا پیلاشفسکا
- یاکوب مازورک
- آنا بوروویتس
- آنا چیِشلاک
- الکساندر میکووایچاک
- ووکاش سیملات
- دانوتا استنکا
- دانیل اولبریخسکی
- اوا بوروویک
- سواوومیر اوژخوفسکی
- بوژنا آدامک
- لشک لیخوتا
- پیوتر روگوتسکی
- پیوتر بوندیرا
- الکساندر میکووایچاک
- ماریا نیکلینسکا
- کاتاژینا آنکودوویچ
- کاتاژینا دامبروفسکا
- زوزانا گرابوفسکا
- آنا ماریا بوچک
- کارولینا گروشکا
- آندژی پرسیگس
- میروسواف باکا
- توماش ددک
- روبرت کوزیرا
- پائولینا خروشچل
- آگنیشکا ژولفسکا
- پاوئو توماشفسکی
- بارتوئومیئی توپا
- یرژی ماتاووفسکی
- زبیگنیف والریش
- ورونیکا روساتی
- پشمیسواف سادوفسکی
- مارچین مرژینسکی
- آنا ساموشونک
- مائوریتسی پوپی‌یل
- یاروسواف بوبرک
- زبیگنیف استرئی
- یوستینا واشیلفسکا
- سواومیر
- رافائو زاویروخا
- گابریلا اوبربک
- گژگوش دامینتسکی
- یان فریچ
- میروسواف زبرویویچ
- مارچین چارنیک
- آندژی پیچنسکی
- فیلیپ بوبک
- زجیسواف واردین
- آنا پروس
- یوزف پاووفسکی
- هنریک گوونبیفسکی
- الژبیه‌تا کنپینسکا
- دومینیکا بدنارچیک
- آندژی گرابوفسکی
- میلنا سوشینسکا
- میخاو ژورافسکی
- اریک لوبوس
- بارتومیئی کاسپشیکوفسکی
- سونیا بوخوشیه‌ویچ
- تادئوش خودتسکی
- سزاری مورافسکی
- برونیسواف وروتسوافسکی
- مارچین بوساک
- آنا چارتوریسکا-نیمچیتسکا
- مارتا شچیسوویچ
- بوریس شیتس
- ادیتا اولشوفکا
- ایرنئوش چوپ
- کاتاژینا ژاک
- لخ ماتسکیه‌ویچ
- مونیکا پیکووا
- رافائو کرولیکوفسکی
- ماتیلدا دامینتسکا